# Salamide d'Augustine
Salamis augustina
Espèce
Statut de conservation UICN

 CR B2 ab : 
En danger critique
La Salamide d'Augustine (Salamis augustina) est une espèce de lépidoptères de la famille des Nymphalidae. Endémique des Mascareignes, elle a disparu de l'île Maurice et ne se trouve plus qu'à La Réunion, où elle est en danger d'extinction (en raison de la forte régression de sa plante hôte le Bois d'ortie) et protégée par la loi.

## Systématique
L'espèce Salamis augustina a été décrite par l'entomologiste français Jean-Baptiste Alphonse Dechauffour de Boisduval en 1833.
Elle est classée dans la famille des Nymphalidae, la sous-famille des Nymphalinae et la tribu des Junoniini. Elle est l'espèce type du genre Salamis, qui est originaire d'Afrique et comporte d'autres taxons à Madagascar et aux Comores.

## Répartition et sous-espèces
Endémique des Mascareignes, un archipel de l'océan Indien, Salamis augustina est composée de deux sous-espèces :
- Salamis augustina augustina Boisduval, 1933 est endémique de l'île de La Réunion, où elle est en voie d'extinction.
- Salamis augustina vinsoni Le Cerf, 1922 est endémique de l'île Maurice, mais elle n'y a plus été observée depuis 1929 et est donc présumée éteinte[2].

## Description

### Papillon
L'imago de Salamis augustina est un grand papillon aux ailes antérieures falquées. 
Le dessus des ailes est de couleur brune, avec aux ailes antérieures une bordure noire et des taches submarginales blanches, et aux ailes postérieures une bordure plus claire.
Le revers des ailes, brun sombre, ressemble à une feuille morte, ce qui aide le papillon au repos à échapper à ses prédateurs. Il y a peu de dimorphisme sexuel.

### Chenille
Les chenilles, brun sombre et poilues, sont grégaires.

## Biologie, biotopes et état des populations à La Réunion
Toujours présente à La Réunion, la Salamide d'Augustine y est extrêmement rare et menacée car on ne lui connaît qu'une seule plante nourricière, qui est elle-même endémique de La Réunion et en voie de disparition : le bois d'ortie (Obetia ficifolia).
Le Conservatoire botanique de Mascarin cultive abondamment la plante pour en assurer la sauvegarde, au point d'être devenu un refuge de première importance pour la reproduction de Salamis augustina, mais aucun spécimen n'y a été observé depuis 2000[réf. souhaitée].
Pour le reste de l'île, la Salamide d'Augustine réside à des altitudes de 300 à 1 000 m, dans les derniers sites où pousse naturellement le bois d'ortie, qui sont bien connus mais pour la plupart dans des zones inaccessibles. Ils sont la cible de pillages, les Réunionnais utilisant le végétal urticant pour la médecine, la magie ou la sorcellerie.
En sus de la disparition de sa plante hôte, l'espèce est fragilisée par l'action prédatrice exercée sur les chenilles par les guêpes de l'espèce Polistes hebraeus.

## Statut et protection légale
Salamis augustina augustina figure sur la liste rouge des espèces menacées à La Réunion avec le statut CR (en danger critique d'extinction),.
L'espèce est protégée par la loi française depuis un arrêté ministériel du 22 juillet 1993. Elle est inscrite à l'article 2 de l'arrêté du 19 novembre 2007 fixant la liste des insectes de la Réunion protégés sur l'ensemble du territoire et les modalités de leur protection. Cette protection concerne aussi le Papillon La Pâture (Papilio phorbanta) et la Vanesse de l'obetie (Antanartia borbonica).